# Korča
Korča ([Korçë] Napaka: {{Jezik-xx}}: prečrkovanje latn besedila (pomoč)) je mesto na jugovzhodu Albanije, blizu meje z Grčijo in s Severno Makedonijo. Je osmo največje mesto v državi ter središče istoimenske pokrajine in občine. Ime mesta izvira iz slovanske besede »gorica«.
Mesto leži na rodovitni planoti na nadmorski višini okoli 850 metrov in je obkroženo s preko 2000 metrov visokimi gorami.  V njem deluje pivovarna in nekaj lahke industrije. 